# Basiru Suso
Basiru Suso er musiker, historiefortæller og underviser kendt for sin ekspertise på strengeinstrumentet kora, en særlig form for harpe med 21 strenge, samt hans bidrag til vestafrikansk musik. Født i Gambia og opvokset i Mali stammer Basiru Suso fra en lang linje af såkaldte grioter, også kendt som jali, der har opretholdt traditionen med koraspil og fortælling i Vestafrika i generationer.

## Biografi
Basiru Suso modtog sin første koraundervisning fra grioterne i Suso-familien i Gambia og Mali. Han fortsatte sin formelle musikuddannelse på det prestigefyldte Institut National des Arts i Bamako, Mali, hvor han yderligere forfinede sine færdigheder.
I 1997 flyttede Basiru Suso til Danmark, hvor han er blevet en integreret del af den danske musikscene. Han har samarbejdet med forskellige anerkendte musikere, herunder Jorge Degas, Palle Mikkelborg, Moussa Diallo, Mikkel Nordsoe, Klaus Menzer og Malick Jagne.

## Musikalske Bidrag og Diskografi
Basiru Susos primære instrument, koraen, er en kompleks 21-strenget harpe med en resonator lavet af en stor halvkugleformet græskar, dækket af læder. I dag spilles den ofte ved sociale begivenheder såsom navngivningsceremonier, bryllupper og private optrædener.
I løbet af sin karriere har Basiru Suso udgivet flere album i sit eget navn, herunder "Suso Kunda" (1999), "Kouma" (2007), "The World Alive" (2009), og "Foli" (2010). Med gruppen TangleRoots har han bl.a. udgivet albummet Commonground (2013). Hans musik har opnået anerkendelse både i Danmark og på internationale festivaler over hele verden.

## Griotens rolle (Jali) i Vestafrikanske samfund
Grioter (Jali) har en unik kulturel position i vestafrikanske samfund. Traditionelt var de ansvarlige for at bevare historien og genealogien for klaner og familier samt skabe sange, der ærede vigtige figurer i Manding-historien. Grioter fungerede også som rådgivere for konger og åndelige ledere og spillede en afgørende rolle i styringen og bevarelsen af traditioner. I forkolonialt Vestafrika blev grioter agtet for deres rolle som mundtlige historikere og for at vedligeholde skikke, traditioner og styreformer gennem generationer. Basiru Susos familie har været en del af griot-tradition i århundreder og har aktivt bevaret deres kulturarv.

## Priser og Bedrifter
Basiru Susos musikalske bidrag har tjent ham anerkendelse, herunder en pris fra Statens Kunstfond for hans album "Foli" (2010). Hans dedikation til at bevare og dele de rige musik- og fortælletraditioner fra Vestafrika har gjort ham til en respekteret figur i den globale musikverden.